# لورا بايلي
لورا بايلي (Laura Bailey) (اسمها الكامل لورا دون بايلي (Laura Dawn Bailey)) هي مؤدية أصوات أمريكية ولدت في 28 مايو 1981 في مسيسيبي.

## زواجها
- ترافيس ويلينغهام (2011-حالياً)

## أدوارها في الأنمي

### مسلسلات أنمي تلفزيونية
- المحقق كونان - سوكو
- خيميائي الفولاذ - لاست
- خيميائي الفولاذ FULLMETAL ALCHEMIST - لاست
- فروتس باسكت - تورو هوندا
- ون بيس - فلفل، كونيس, إيسوكا
- تسوباسا كرونيكل - شين هو، بريميرا
- باسيليسك - إيغا أوبورو
- دي جرايمان - تشيتا، إلدا, جيسيكا، جون
- داركر ذان بلاك -المقاول الأسود- - أمبر
- داركر ذان بلاك -جوزاء النيزك- - أمبر
- كيدي غريد - ألف
- موشيشي - سوي (نور العين), أماني
- نادي مضيفي ثانوية أوران - كاناكو كاسوغازاكي
- كلايمور - جين
- المعلم الساحر نيغيما! - أياكا يوكيهيرو، إيفانجيلين أ. ك. مكداول
- نيغيما!؟ - أياكا يوكيهيرو، إيفانجيلين أ. ك. مكداول
- سولتي راي - سيلفيا بان
- أسطول الزجاج - ميشيل
- ساموراي 7 - ميزوكي
- تنجن توبا جورين لاجان - ليتي
- سول إيتر - ماكا ألبارن
- كوروكامي - كورو
- إل كازادور - ريتا
- ناروتو - أنكو ميتاراشي (الصوت الثاني)
- ناروتو شيبودن - أنكو ميتاراشي، يوكيمارو, كوشينا أوزوماكي (الصوت الثاني)
- كود جياس لولوش المتمرد - راكشاتا تشاولا، ناغيسا تشيبا، والدة شيرلي فينيت، زوجة والد كالين ستاتفلت, سوزاكو كوروروجي (أيام الطفولة)
- كود جياس لولوش المتمرد R2 - راكشاتا تشاولا، ناغيسا تشيبا، سوزاكو كوروروجي (أيام الطفولة)
- يو يو هاكوشو - كيكو يوكيمورا
- سوزوكا - سوزوني أساهينا
- بليتش - ماشيرو كونا، تير هاريبل، يوي تويوكاوا، هيوري ساروغاكي (الصوت الثاني)
- كيكايشي - توكيني يوكيمورا، توكيكو يوكيمورا (أيام الشباب), كونتا
- المقيم الأبدي - أوتونوتاتشيبانا ماكيه، كاواكامي رينزو
- سنغوكو باسارا - أويتشي
- سنغوكو باسارا تو - أويتشي
- كي أون - نودوكا مانابي
- فامباير نايت - ماريا كوريناي
- تايغر آند باني - باو-لين هوانغ/دراغون كيد، ماري
- آيرون مان - تشيكا تاناكا، أكي
- دورارارا!! - شري
- بيرسونا 4 ذي أنيميشن - ريسي كوجيكاوا
- إندماج الديجيمون - بيستمون
- فرسان التنكاي - كيرو
- قوة غليتر - إيميلي

### أوفا أنمي
- المعلم الساحر نيغيما! الربيع - أياكا يوكيهيرو، إيفانجيلين أ. ك. مكداول
- المعلم الساحر نيغيما! الصيف - أياكا يوكيهيرو، إيفانجيلين أ. ك. مكداول
- تسوباسا طوكيو ريفيليشن - شين هو

### أفلام أنمي
- أغيتو ذو الشعر الفضي - مينكا
- ناروتو شيبودن: الفيلم - شيون
- بليتش: فايد تو بلاك, أنادي اسمك - هومورا
- سنغوكو باسارا: ذا لاست بارتي - أويتشي
- دراغون بول Z: معركة الخوارق - ترانكس

## أدوارها في الرسوم المتحركة
- مغامرات سكوبي دو - إيف دي لا فاي
- إجتماع المنتقمون - الأرملة السوداء
- ألتيميت سبايدرمان - الأرملة السوداء

## أدوارها في ألعاب الفيديو
- سلسلة ألعاب ستريت فايتر
  - ستريت فايتر IV - تشون-لي
  - سوبر ستريت فايتر IV - تشون-لي
  - سوبر ستريت فايتر IV آركيد إديشن - تشون-لي
  - ألترا ستريت فايتر IV - تشون-لي
  - ستريت فايتر V - تشون-لي
- مارفل VS كابكوم 3 - تشون-لي
- ألتيميت مارفل VS كابكوم 3 - تشون-لي
- ستريت فايتر X تيكن - تشون-لي
- بيرسونا 4 - ريسي كوجيكاوا
- بيرسونا 4 غولدن - ريسي كوجيكاوا
- بيرسونا 4 أرينا - ريسي كوجيكاوا
- بيرسونا 4 أرينا ألتيماكس - ريسي كوجيكاوا
- بيرسونا 3 بورتبل - البطلة
- ديسيديا: فاينل فانتسي - غيمة الظلام
- ديسيديا 012 فاينل فانتسي - غيمة الظلام
- فاينل فانتسي 13 - سيرا فارون
- سنغوكو باسارا: ساموراي هيروز - أويتشي
- كاثرين - كاثرين
- سلسلة ألعاب بليزبلو
  - بليزبلو كونتينيوم شيفت - رايتشل ألوكارد (II), بلاتينوم ذا ترينيتي
- تيلز أوف سيمفونيا: دون أوف ذا نيو وورلد - مارتا لوالدي
- تيلز أوف غريسز - شيريا بارنز
- نير - كايني
- ناروتو شيبودن: ألتيميت نينجا ستورم ريفولوشن - أنكو ميتاراشي، كوشينا أوزوماكي
- ناروتو شيبودن: ألتيميت نينجا ستورم 4 - كوشينا أوزوماكي
- فاير إمبلم أويكينينغ - لوسينا
- إنفيموس: سكند سن - آبيجيل وولكر (فيتش)
- ذا لاست اوف اس 2: ابيجايل انديرسون (ابي)

## وصلات خارجية
- لورا بايلي على موقع IMDb (الإنجليزية)
- لورا بايلي على موقع ميتاكريتيك (الإنجليزية)
- لورا بايلي على موقع روتن توميتوز (الإنجليزية)
- لورا بايلي على موقع قاعدة بيانات الأفلام العربية
- لورا بايلي على موقع ألو سيني (الفرنسية)
- لورا بايلي على موقع ميوزك برينز (الإنجليزية)
- لورا بايلي على موقع أول موفي (الإنجليزية)
- لورا بايلي على موقع قاعدة بيانات الفيلم (الإنجليزية)
- لورا بايلي على موقع كينوبويسك (الروسية)
- لورا بايلي على موقع ANN person (الإنجليزية)